# 中部地区大学野球連盟
中部地区大学野球連盟（ちゅうぶちくだいがくやきゅうれんめい）とは、中部地区に所在の大学の硬式野球部やそれらが所属する連盟で構成された大学野球の組織である。全日本大学野球連盟の傘下団体として誕生した。

## 略史
戦後の学制改革後に発足した全国新制大学野球連盟の中部地区の全地域を対象にした予選地区として誕生した。
現在の全日本学野球連盟に繋がる旧制大学野球連盟も合わせた新しい全国連盟の誕生と共に、東海・北陸の中部地域の代表決定予選連盟として再スタートが始まった。
後、愛知大学野球連盟が次分離していき、その後の全日本大学野球選手権大会の出場枠拡大で残っていた東海地区と北陸大学リーグにも出場枠が割り振られたことで役割を終え消滅した。

## 沿革
- 1947年　全国新制大学野球連盟の結成に伴い中部地区を設置
- 1952年　全日本大学野球連盟への発展的解消に伴い中部地区として移行。
- 1991年　全日本大学野球選手権大会の出場枠拡大に伴い、実質的な消滅。